# Ploceus bojeri
El tejedor palmero (Ploceus bojeri) es una especie de ave paseriforme de la familia Ploceidae endémica de África oriental.

## Distribución y hábitat
Se encuentra en las regiones costeras de Etiopía, Kenia, Somalia y Tanzania. Su hábitat natural son las sabanas de regiones costeras y los humedales.